# ジャニーズJr.チャンネル
『ジャニーズJr.チャンネル』は、ジュニアの公式YouTubeチャンネル。火曜日を関西ジュニア（AmBitious、Boys beら73人）、水曜日を少年忍者、金曜日をB&ZAI、土曜日をACEes、日曜日をKEY TO LITの5組が担当し、音楽コンテンツやバラエティ企画などを配信する。
2023年10月17日に、所属事務所のジャニーズ事務所がSMILE-UP.に社名を変更し、ジャニーズJr.がジュニアに名称を変更したことに伴い、チャンネル名を『ジュニアCHANNEL』に変更した。

## 概要
ジャニーズ事務所として初めての公式YouTubeチャンネルであり、肖像権保護の観点からインターネットに関しては慎重な態度を貫いてきた事務所が定期的に動画配信を行う、初の試みとなるものである。
ジャニーズJr.の5グループが各曜日を担当し、毎日午後8時に配信する。動画の内容は音楽コンテンツを始め、トークやバラエティなど各グループが企画立案も任されている。

## 来歴
近年のインターネット市場の変化に段階的に対応するため、圧倒的なアクセス数を誇るYouTube側との協議が2016年から進められ、2017年夏には開設が決定。2018年3月5日に公式発表された。ファンからはジャニーズのYouTube参入に対して「嬉しいニュース」と喜びや期待の声が多かったものの、手に届かなかった存在が急に身近に感じられるようになったことに対して戸惑う意見などもみられた。しかし本格スタート前の3月20日の時点で登録者数は10万人を超えるなど注目度は高く、出演するタレント側も「世界に発信していく、新しい道ができた。世界中でブームを巻き起こしたい」と世界進出に意欲を見せた。
初日である3月21日に全グループの動画が各1本ずつアップロードされ、その後は毎日午後8時に曜日担当のグループの動画が更新される。内容はロケやチャレンジもの、コンサートの模様やその舞台裏映像など多岐にわたる。4月6日のSixTONESの配信ではサッカー元ブラジル代表ロナウジーニョが初めてのゲストとして出演し、メンバーのジェシー、髙地優吾と対談を行った。7月5日に千葉・舞浜アンフィシアターで開催された「YouTube Brandcast 2018 Japan」には、Snow ManとTravis Japanが参加した。
10月29日、東京・JR品川駅構内に「ジャニーズをデジタルに放つ新世代。」とのキャッチコピーと共にSixTONESの巨大ポスターが掲出され、YouTubeが世界各地で展開している「YouTube アーティストプロモ」キャンペーンに抜擢されたことが明らかになった。オリジナル曲「JAPONICA STYLE」のミュージックビデオがキャンペーン用に制作され、11月5日に公開されたところ、翌日には100万再生を突破するなどして話題になった。
2019年8月8日、東京ドームで行われた『ジャニーズJr.8・8祭り〜東京ドームから始まる〜』にてSixTONESのジャニーズJr.チャンネル卒業を発表。SixTONESが担当していた金曜日の枠は7 MEN 侍が引き継ぐことになった。また、同じく2020年1月22日にCDデビューするSnow Manが担当していた水曜日の枠は少年忍者が引き継いだ。
2020年3月30日、登録者数が100万人を突破し、担当グループを代表してTravis Japanが緊急コメント動画をアップした。
2021年1月5日、関西ジャニーズJr.からなにわ男子、Aぇ! group、Lil かんさいが新たにチャンネルへ参加することを発表。これまで特別企画を不定期で配信していた火曜日の枠を3グループの持ち回りで担当することになった。
同年1月11日には、ジャニーズJr.チャンネルを担当していないジャニーズJr.グループの動画を不定期で配信するサブチャンネル「ジャニーズJr.チャンネル+」を開設。
2021年10月18日、同年11月12日にCDデビューするなにわ男子がジャニーズJr.チャンネルを卒業。火曜日の枠は引き続き関西ジャニーズJr.が担当し、Aぇ! group、Lil かんさいの2グループによるローテーション制となった。2022年6月7日にはローテーション制が廃止され、2グループの動画が毎週火曜日に並行して配信されるようになった。
2022年11月24日、同年10月28日に全世界デビューしたTravis JapanがジャニーズJr.チャンネルを卒業。SixTONES・Snow Man・なにわ男子はジャニーズJr.チャンネルを卒業してから単独チャンネルへ移行していたが、Travis Japanはすでに9月29日に単独のYouTubeチャンネルを開設しているため、木曜日にバラエティコンテンツを更新しつつ、単独チャンネルも稼働させていた。木曜日の枠はLil かんさいが引き継ぎ、火曜日の枠はAぇ! groupのみ担当となった。
2024年5月15日にCDデビューするAぇ! groupが4月9日にジュニアCHANNELを卒業。翌週4月16日更新の動画で、AmBitious、Boys beのメンバーなど関西ジュニア73人に火曜日の枠を引き継ぐことをサプライズ発表し、この回から関西ジュニアの担当とされた。
2025年2月12日、リニューアルのためしばらく全曜日の更新休止が発表された。
2025年5月6日、ジュニアCHANNELが更新され、約3ヶ月ぶりにリニューアルスタートを予告する動画を投稿した。
2025年5月9日、ジュニアCHANNELの公式Xが更新され、各グループのYouTube投稿予定が記載された。16日にB&ZAI、17日にACEes、18日にKEY TO LITがYouTube配信をすることを発表した。火曜日の枠は引き続き関西ジュニアが担当、水曜日の枠は引き続き少年忍者が担当することになった。
2025年5月16日、公式Xを通じてジュニアCHANNELを再開することを発表した。

## 出演者
- ジュニア
  - ACEes（浮所飛貴、那須雄登、作間龍斗、深田竜生、佐藤龍我）
  - KEY TO LIT（岩﨑大昇、井上瑞稀、中村嶺亜、猪狩蒼弥、佐々木大光）
  - B&ZAI（橋本涼、矢花黎、今野大輝、菅田琳寧、本髙克樹、鈴木悠仁、川﨑星輝、稲葉通陽）
  - 少年忍者（田村海琉、織山尚大、川﨑皇輝、内村颯太、黒田光輝、檜山光成、久保廉、元木湧、北川拓実、青木滉平、安嶋秀生、ヴァサイェガ渉、瀧陽次朗、山井飛翔、長瀬結星、豊田陸人）
- 関西ジュニア
  - AmBitious（真弓孟之、岡佑吏、永岡蓮王、井上一太、浦陸斗、大内リオン、山中一輝）
  - Boys be（伊藤篤志、千田藍生、池川侑希弥、角紳太郎、丸岡晃聖、嵜本孝太朗、亀井海聖、中川惺太、上垣廣祐、北村仁太郎、岩倉司） 他

## 担当曜日
月曜日
- 特別企画（グループの垣根を超えた企画や番外編など）を不定期に配信。

火曜日
- 特別企画（グループの垣根を超えた企画や番外編など）を不定期に配信（開始当初 - ） → 関西ジャニーズJr.の3グループが月ごとにローテーション（2021年1月5日 - ） → なにわ男子が2021年10月18日で卒業 → Aぇ! group、Lil かんさいの2グループが月ごとにローテーション（2021年10月19日 - ） → 2グループの動画を毎週それぞれ配信（2022年6月7日 - ） → Aぇ! group単独（2022年11月29日 - 2024年4月9日） → AmBitious、Boys beら関西ジュニア総勢73人（2024年4月16日 - ）

水曜日
- Snow Man（開始当初 - 2019年12月18日）→ 少年忍者（2019年12月25日 - ）

木曜日
- Travis Japan（開始当初 - 2022年11月24日）→ Lil かんさい（2022年12月1日 - 2025年2月6日）

金曜日
- SixTONES（開始当初 - 2019年8月9日）→ 7 MEN 侍（2019年8月16日 - 2025年2月7日）→ B&ZAI（2025年5月16日 - ）

土曜日
- 美 少年（開始当初 - 2025年2月8日）→ ACEes（2025年5月17日 - ）

日曜日
- HiHi Jets（開始当初 - 2025年2月9日）→ KEY TO LIT（2025年5月18日 - ）

| 期間       | 期間       | 月曜日       | 火曜日                                                   | 水曜日   | 木曜日                        | 金曜日   | 土曜日  | 日曜日     |
| ---------- | ---------- | ------------ | -------------------------------------------------------- | -------- | ----------------------------- | -------- | ------- | ---------- |
| 2018年3月  | 2019年8月  | （特別企画） | （特別企画）                                             | Snow Man | Travis Japan                  | SixTONES | 美 少年 | HiHi Jets  |
| 2019年8月  | 2019年12月 | （特別企画） | （特別企画）                                             | Snow Man | Travis Japan                  | 7 MEN 侍 | 美 少年 | HiHi Jets  |
| 2019年12月 | 2021年1月  | （特別企画） | （特別企画）                                             | 少年忍者 | Travis Japan                  | 7 MEN 侍 | 美 少年 | HiHi Jets  |
| 2021年1月  | 2021年10月 | （特別企画） | なにわ男子 Aぇ! group Lil かんさい （関西ジャニーズJr.） | 少年忍者 | Travis Japan                  | 7 MEN 侍 | 美 少年 | HiHi Jets  |
| 2021年10月 | 2022年11月 | （特別企画） | Aぇ! group Lil かんさい （関西ジャニーズJr.）            | 少年忍者 | Travis Japan                  | 7 MEN 侍 | 美 少年 | HiHi Jets  |
| 2022年12月 | 2024年4月  | （特別企画） | Aぇ! group （関西ジュニア）                              | 少年忍者 | Lil かんさい （関西ジュニア） | 7 MEN 侍 | 美 少年 | HiHi Jets  |
| 2024年4月  | 2025年2月  | （特別企画） | 関西ジュニア （AmBitious Boys be 他）                    | 少年忍者 | Lil かんさい （関西ジュニア） | 7 MEN 侍 | 美 少年 | HiHi Jets  |
| 2025年5月  | -          | （特別企画） | 関西ジュニア （AmBitious Boys be 他）                    | 少年忍者 | -                             | B&ZAI    | ACEes   | KEY TO LIT |